# المدرسة الجاسوسية
المدرسة الجاسوسية هي مدرسة من مدارس مدينة تونس، تقع تجاه الوليّ سيدي أبى الغيث القشاش و سُمّيت كذلك نسبة إلى الشّيخ الولي الصّالح أبي عبد الله الجاسوس. كانت تسمّى بالمدرسة الدّاسوسيّة لأنّ كلمة جاسوس بالعاميّة التونسية تُقال 'داسوس' و قد ذُكر هذا الاسم لأوّل مرّة سنة 1293 هجري الموافق ل 1876 في النّزهة الخيريّة. يُقال أنّ علي باي الثاني قد خصص لها أوقافا تتمثّل في ثمانية دكاكين بسوق العزافين.